# انجی بویی
آنجلا بویی (انگلیسی: Angela Bowie؛ زادهٔ ۲۵ سپتامبر ۱۹۴۹) مشهور به انجی هنرپیشه، مدل و روزنامه‌نگار اهل ایالات متحده آمریکا است. او همسر پیشین دیوید بویی بود و همراهِ او تأثیر قابل توجهی بر جریان موسیقی گلم راک گذاشت.